# Chester Goss
Chester A. Goss (* 18. Juli 1916; † 16. August 2004 in San Diego) war ein US-amerikanischer Badmintonspieler. 

## Karriere
Chester Goss gewann bei den 1937 erstmals ausgetragenen offenen US-Meisterschaften den Titel im Herrendoppel mit Don Eversoll. 1940 siegte er erneut im Herrendoppel, diesmal jedoch mit David G. Freeman an seiner Seite. 1941 und 1942 gewannen beide gemeinsam zwei weitere Herrendoppeltitel bei den US Open.

## Sportliche Erfolge
| Saison | Veranstaltung | Disziplin    | Platz | Name                            |
| ------ | ------------- | ------------ | ----- | ------------------------------- |
| 1937   | US Open       | Herrendoppel | 1     | Don Eversoll / Chester Goss     |
| 1938   | US Open       | Herrendoppel | 2     | Don Eversoll / Chester Goss     |
| 1940   | US Open       | Herrendoppel | 1     | David G. Freeman / Chester Goss |
| 1941   | US Open       | Herrendoppel | 1     | David G. Freeman / Chester Goss |
| 1942   | US Open       | Herrendoppel | 1     | David G. Freeman / Chester Goss |

## Referenzen
- Paul Soderberg, Helen Washington (Eds.): The big book of Halls of Fame in the United States and Canada - Sports, Bowker, New York, 1977

| Personendaten    | Personendaten                      |
| ---------------- | ---------------------------------- |
| NAME             | Goss, Chester                      |
| ALTERNATIVNAMEN  | Goss, Chester A.                   |
| KURZBESCHREIBUNG | US-amerikanischer Badmintonspieler |
| GEBURTSDATUM     | 18. Juli 1916                      |
| STERBEDATUM      | 16. August 2004                    |
| STERBEORT        | San Diego                          |